# Tetra-serpae
O Tetra-serpae (Hyphessobrycon eques) é um dos tetras mais coloridos disponíveis no mercado. Sendo conhecidos como tetra-sangue, tetra-do-Mato-Grosso ou simplesmente mato-grosso. o Serpae tem várias semelhanças com outros Hyphessobrycon, muitas vezes dificultando a sua identificação.
Atingem os 5 cm e, tal como todos os outros membros da família Characidae, é um dispersor de ovos que prefere águas macias.

## Taxonomia
O Tetra-serpae pertence a um grupo de Tetras taxonomicamente pouco definido.
Citado como Hyphessobrycon callistus callistus, Hyphessobrycon callistus serpae, Hyphessobrycon serpae, Hyphessobrycon minor ou Hyphessobrycon haraldschulzi, não se sabe ainda se se tratam de espécies diferentes ou de variedades geográficas da mesma espécie, daí a evidente multiplicidade de nomes latinos para este peixe:
- Cheirodon eques
- Chirodon eques
- Hyphessobrycon eques
- Megalamphodus eques
- Tetragonopterus callistus
- Hyphessobrycon callistus
- Hemigrammus melasopterus
- Hemigrammus serpae
- Hyphessobrycon serpae
- Actualmente: Hyphessobrycon eques

## Distribuição e Diversidade
Desde a bacia do Amazonas até ao rio Paraná médio, na região de San Pedro (Buenos Aires), incluindo o Paraguai, Bolívia, e a zona do Pantanal de Mato Grosso. Na Argentina, encontra-se nos rios Paraguai e Paraná, Pilcomayo, Bermejo e afluentes.
Ocorre em águas calmas, com bastante vegetação emergente, onde gostam de se esconder.

## Descrição física
Sendo um dos "Tetras-Sangue", a sua cor base é um vermelho brilhante, podendo variar para tons de vermelho-acastanhado.
Possui uma marca negra em forma de vírgula logo depois do opérculo: em peixes mais claros esta mancha pode ser menor ou até inexistente, sendo que com a idade também tende a diminuir de tamanho.
A barbatana dorsal é alta e negra, bordeada de branco, podendo ter um tom um pouco avermelhado. As restantes barbatanas são vermelhas, sendo que a anal possui também camadas de negro e branco.
O seu corpo tem uma forma semelhante à dos Viúva Negra (Gymnocorymbus ternetzi), embora possam ser um pouco mais esguios.

## Ecologia e Comportamento
É um peixe adequado a aquários comunitários com peixes do seu tamanho ou maiores.
Geralmente é pacífico, mas podem tender a mordiscar as barbatanas dos seus companheiros de aquário: providenciar um cardume com mais de 6 Serpae parece ajudar a resolver o problema. A sobrepopulação também pode gerar comportamentos mais agressivos, sobretudo na altura da alimentação.

## No aquário
Preferem um aquário bem plantado, com algumas plantas flutuantes que criem zonas de sombra. Como com todos os peixes, uma boa filtragem e qualidade de água é fundamental.
Omnívoros, a alimentação não constitui problema, já que o Serpae aceita todo o género de alimentos: flocos, comida congelada, viva, etc.. Para garantir saúde perfeita e cores vibrantes, o mais importante é proporcionar-lhes uma alimentação variada, duas ou três vezes por dia.
Gostam de águas macias (8 a 12ºdGH) e ligeiramente ácidas (pH de 6,5 a 7,0), com uma temperatura entre os 26 e os 28°C. Ressentem-se a temperaturas inferiores aos 24°C. Podem viver entre 5 e 10 anos.
Os "Tetras-Sangue" são dos tetras mais fáceis de reproduzir, sobretudo os provenientes de explorações comerciais.
Depois da devida aclimatação no aquário comunitário (cerca de um mês), garantindo as características adequadas da água e alimentação abundante (com uma ou duas doses de comida viva por dia), separam-se os machos das fêmeas (os machos são mais esguios, e a mancha negra junto ao opérculo tende a ser mais nítida) durante pelo menos uma semana. Elege-se o casal (ou casais) reprodutor, e prepara-se um aquário/maternidade para a desova, com cerca de 20 litros, plantas de folha fina e pouca iluminação.
Coloca-se o casal no aquário/maternidade durante a noite: pouca horas depois decorrerá a desova, e de manhã os progenitores podem voltar ao aquário principal. Podem depositar até 400-450 ovos entre plantas, dependendo da idade, maturidade e alimentação prévia.
Os ovos eclodem (a 25°C) 24 a 30 horas depois, e os pequenos Serpae estão imediatamente prontos para se alimentarem de infusórios. Mais tarde pode passar-se a náuplios de artémia e outros alimentos vivos: a alimentação viva é fundamental nesta fase: deficiências na alimentação podem gerar alevins com deformações e crescimento muito lento.

## Nomes comuns
- Tetra-serpa (em português)
- Tetra-jóia (em português)
- Tetra-do-Mato-Grosso (em portugUês)
- Mato Grosso (em português)
- Tetra Serpae (em castelhano)
- Tetra-sangue (em português)
- Jewel Tetra (em inglês)
- Callistus Tetra (em inglês)